# Sonny Parsons
José Parsons Agliam Nabiula, Jr., conocido artísticamente como Sonny Parsons (Mariquina, 13 de junio de 1958-Batangas, 10 de mayo de 2020) fue un actor, cantante y político filipino. Integrante de la banda musical Hagibis en la década de los años 1970, agrupación que los compararon al estilo de la famosa banda estadounidense como los Village People. Fue concejal de la ciudad de Mariquina.

## Biografía

### Carrera como cantante
En la década de los años 1970 y 1980, Parsons fue parte integrante de la famosa banda Hagibis en la década de los años 1970. Junto a Bernie Fineza, Mike Respall, Joji García y Mon Picazo. En la que interpretó temas musicales que fueron éxitos junto a la banda como «Piernas», «Babae», «Lalake» y «Katawan» —un tema musical, que fue interpretado para una serie de comedia de televisión de Filipinas titulado Palibhasa Lalakeen que fue difundida por la red ABS-CBN—, entre otros. En 2001, Hagibis se reunió de nuevo y lanzaron un álbum bajo el sello discográfico de Star Records. Realizaron una serie de giras de conciertos, marcando el retorno de la famosa banda. En 2011, fue el invitado especial en la mayor gira de Bobby Kimball —un cantante que formó parte de la banda Toto, cuando visitó Filipinas—.

### Carrera en la actuación
En 1981, los integrantes de Hagibis hicieron una película titulada Legs Katawan Babae con Laarni Enriquez, Myrna Castillo y Jess Lapid, Jr.. dirigida por Tony Ferrer. Cuando Hagibis se separó en la década de los años 1980, Parsons se convirtió en un actor, director y un político. Participó en muchas películas de acción en los últimos años de los 1980 y principios de los 1990. Actuó con Ronnie Ricketts en 1989, una película de acción titulada UZI Brother 9mm y dirigida por Francis Jun Posadas. Produjo, dirigió y protagonizó en la película Bala Para Sa Katarungan de Regal Films en 1997.[cita requerida]

### Fallecimiento
Falleció a los sesenta y un años el 10 de mayo de 2020  a causa de una infarto mientras practicaba ejercicio en bicicleta en Batangas.

## Filmografía
| Título                                            | Año       | Emisión                                                                      | Director                          |
| Bahay Mo Ba 'To: Episode "Demolisyon Na Ito!"     | 2005      | Ronaldo Valdez, Sunshine Dizon, Wendell Ramos, Gladys Reyes                  |                                   |
| Bala Para Sa Katarungan                           | 1997      | Elizabeth Oropesa, Joanne Quintas, Hazel Espinosa                            | Sonny Parsons                     |
| Capt. Rassul Alih... Hindi Sa 'Yo Ang Mindanao    | 1993      | Melissa Méndez, Lani Lobangco, Paquito Diaz, Fred Moro                       | Sonny Parsons, Jerry O. Tirazona  |
| Aguinaldo                                         | 1993      | Lito Lapid, Dan Álvaro, Sunshine Cruz, Aiko Melendez                         | William Mayo                      |
| Paranaque Bank Robbery: The Joselito Joseco Story | 1993      | Gary Estrada, Donita Rose, Jean Garcia, Roi Vinzon                           | Argel Lopez                       |
| Itumba Si Angel Delgado                           | 1992      | Vic Vargas, Eddie Fernández, Aurora Sevilla, Tetchie Agbayani, Lovely Rivero | Nilo Saez                         |
| Turing Gesmundo, Kapitan Langgam                  | 1992      | Vic Vargas, Rhey Roldan, Bobby Benitez                                       | Robert Talby                      |
| Hold-up Gang                                      | 1992      |                                                                              |                                   |
| Sgt. Ernesto Baliola: Tinik Sa Batas              | 1992      | Efren Reyes, Jr., Aurora Sevilla, Shirley Tesoro                             | Ricardo 'Bebong' Osorio           |
| OXO VS Sigue-Sigue                                | 1991      | Carol Dauden, Jorge Estregan, Dick Israel, Bobby Benitez                     | Dante Pangilinan                  |
| Nazareno Apóstol: Boy Ahas                        | 1990      | Marithez Samson, Dick Israel, Charlie Davao                                  | Jerry Tirazona                    |
| Walang Sinasanto Ang Bala Ko                      | 1990      | Efren Reyes, Jr., Aurora Sevilla, Maita Sánchez, Mark Gil                    | Lito Nocon                        |
| Uzi Brothers 9mm                                  | 1989      | Ronnie Ricketts                                                              | Francis 'Jun' Posadas             |
| Batang Cebu .45                                   | 1989      | Marithez Samson, Charlie Davao, Nick Romano                                  | Jerry Tirazona                    |
| Get Commander Jack Moro: Bangsa Moro Army         | 1989      | Marianne dela Riva, Raoul Aragon, Maritess Samson, Romy Diaz                 | Eddie Nicart                      |
| Salisi Gang                                       | 1989      | Glenda Garcia, Berting Labra, Dick Israel, Marithez Samson                   | Leonardo Pascual                  |
| Kailan.... Dapat Lumaban                          | 1989      | Cristina Gonzales, Raoul Aragon, Romy Diaz, Rez Cortes                       | Jerry Tirazona                    |
| Shoot To Kill: Boy Bicol Ng Angeles               | 1988      | Aurora Sevilla, Max Alvarado, Paquito Diaz, Bobby Zshornack                  | Jerry Tirazona, Johnny Capistrano |
| Sgt. Ernesto Boy Ibanez: Tirtir Gang              | 1988      | Eddie Garcia, Vivian Foz, Romy Diaz, Carol Dauden                            | Willie Milan                      |
| Ambush                                            | 1988      | Ronnie Ricketts, Beverly Vergel, Bobby Zshornack, Raoul Aragon               | Carlo J. Caparas                  |
| Agila (TV series)                                 | 1987-1992 | Val Sotto, Delia Razón, Helen Vela, RR Herrera                               |                                   |
| Mga Lihim Ng Kalapati                             | 1987      | Isadora, Vic Vargas, Ricky Belmonte, Tanya Gómez                             | Celso Ad. Castillo, Tata Esteban  |
| Sparrow Unit                                      | 1987      | Bong Revilla, Ronnie Ricketts, Jorge Estregan, Jr.                           | Ben Yalung                        |
| Condemned                                         | 1984      | Nora Aunor, Gina Alajar, Gloria Romero, Rio Locsin, Dan Álvaro, Ricky Davao  | Mario O'Hara                      |
| JR                                                | 1983      | Gabby Concepcion, Rowell Santiago, Luis Gonzales, Josephine Estrada          | Pablo Santiago                    |
| Legs Katawan Babae                                | 1981      | Mike Respall, Bernie Fineza, Joji Garcia, Mon Picazo                         | Tony Ferrer                       |